# Вимірювальний пристрій
Вимі́рювальний при́стрій (рос. измерительное устройство; англ. measuring device; нім. Messeinrichtung f) — засіб вимірювальної техніки, в якому виконується лише одна зі складових частин процедури вимірювань (вимірювальна операція). Наприклад: перетворення, масштабування, порівняння, обчислення сигналу чи інші операції із сигналом.
До вимірювальних пристроїв відносяться міри, набори і магазини мір, компаратори, вимірювальні перетворювачі (давачі, сенсори), масштабні перетворювачі та обчислювальні компоненти.